# مایسی
مایسی (به اسپانیایی: Maisí) یک منطقهٔ مسکونی در کوبا است که در استان گوانتانامو واقع شده‌است. مایسی ۵۲۵ کیلومتر مربع مساحت و ۲۸٬۲۷۶ نفر جمعیت دارد و ۲۵ متر بالاتر از سطح دریا واقع شده‌است.